# Thiago Castanho (chef)
Thiago Castanho é um chef de cozinha do Pará, sendo considerado um dos chefs mais renomados do Brasil. Ele é formado em gastronomia pelo SENAC de Campos do Jordão e mescla técnicas culinárias modernas com a culinária tradicional amazônica, em especial com a culinária do Pará.
Thiago tem diversas aparições na televisão, incluindo como apresentador em reality shows de culinária como "Cozinheiros em Ação".